# Hugo Havenith

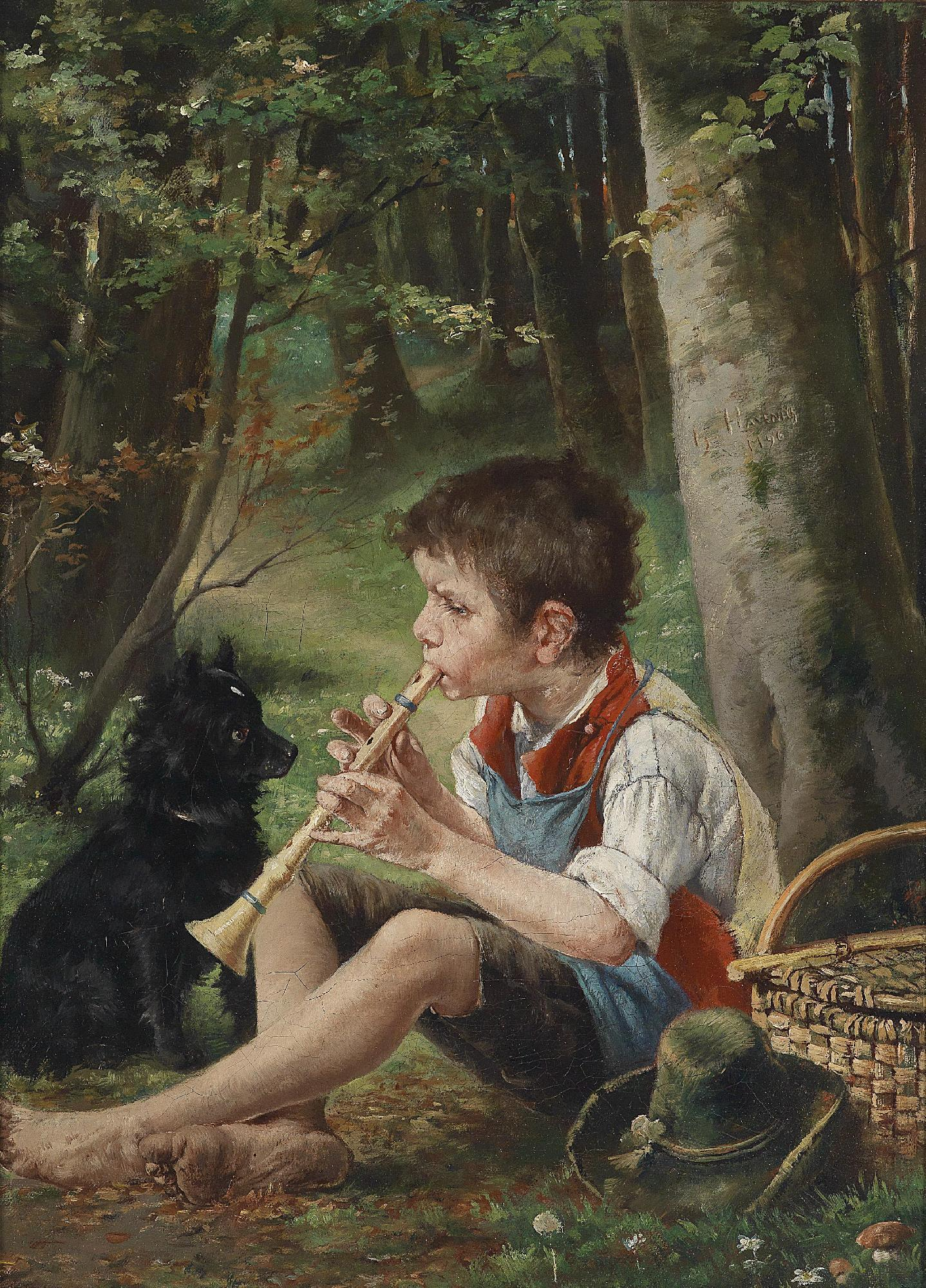
Flöte spielender Knabe mit Hund im Wald

Hugo Havenith (* 12. April 1853 in London; † 15. September 1925 in Düsseldorf) war ein deutscher Maler, Zeichner und Graphiker.

## Leben
Hugo Havenith, jüngster Sohn des Kaufmanns Johann Leonard Havenith (1808–1854) aus Raeren, wurde in London geboren. Ab 1868 besuchte er zunächst die Bauklasse von Ernst Giese an der Kunstakademie Düsseldorf. Ab dem 4. Februar 1874 studierte er an der Münchner Königlichen Akademie der Bildenden Künste in der Naturklasse bei Ludwig von Löfftz und Wilhelm von Diez. Nach dem beendeten Studium blieb er in München und wohnte an der Tattenbachstraße 2/4.
Er beschäftigte sich hauptsächlich mit der Genremalerei. Ab 1883 zeigte Havenith seine Werke auf den Kunstausstellungen in Berlin und München, u. a. im Münchner Glaspalast. Er veröffentlichte seine Bilder auch in der „Gartenlaube“.
1888 heiratete Hugo Havenith in München Crescentia (1859–1922), eine geborene Wenninger. Die Ehe blieb kinderlos. Seine Schwester Emilie (1838–1889) war mit dem Maler Karl Joseph Litschauer in Düsseldorf liiert. Seine Schwester Berta (1839–1891) heiratete – ebenfalls in Düsseldorf – den Maler Ernst Bosch. Seine Mutter Emilie Anna Maria (1817–1857) war nach dem Tod des Vaters noch ein kurzes Jahr mit dem Maler Josef Schex (1819–1894) verheiratet.
Sein ältester Bruder war der Baurat und Baumeister Hermann Joseph Havenith (* 5. März 1841 in London; † 10. August 1905 in Birstein), mit einem Baugeschäft in Düsseldorf.